# Lucinoidea
Lucinoidea zijn een superfamilie uit de superorde Imparidentia.

## Families
- Lucinidae (J. Fleming, 1828)
- † Mactromyidae (Cox, 1929)
- † Paracyclidae (P.A. Johnston, 1993)